# Primo Maggio (Brescia)
Primo Maggio è un quartiere di Brescia.

## Geografia fisica
Il territorio è pianeggiante. I suoi confini amministrativi sono delimitati a nord dalla ferrovia Brescia-Iseo-Edolo e da via Cassala, a ovest dal fiume Mella, a sud dalla ferrovia Milano-Venezia e a est da viale Italia.

## Storia
Fino al 30 giugno 1880, l'area occupata dal quartiere era suddivisa amministrativamente fra i comuni di Fiumicello Urago e di San Nazzaro Mella: il confine tra i due enti era delimitato dall'attuale via Rose. Rimase rurale fino alla seconda metà degli anni Venti del Novecento, quando nei pressi della ferrovia Brescia-Edolo fu realizzato il quartiere XXI aprile, per offrire un'abitazione a buon mercato agli operai delle industrie Togni. La dedica fu assegnata dall'amministrazione fascista in onore del Natale di Roma.
Dopo la caduta del fascismo, nell'agosto 1943 il quartiere fu ribattezzato Sardegna, ma la denominazione originaria fu ripristinata sotto la Repubblica Sociale Italiana. Nell'agosto 1946 assunse il nome attuale.
Nel dopoguerra il quartiere si espanse più a sud fino a raggiungere la ferrovia Milano-Venezia. Nel 1953 fu inaugurata la chiesa di san Benedetto. Nella seconda metà degli anni Cinquanta arrivò l'autolinea dei Servizi Municipalizzati diretta al quartiere Don Bosco e la stazione ferroviaria.
Nel luglio 1972, il consiglio comunale istituì i consigli di quartiere, identificando il Primo Maggio come una delle trenta suddivisioni di prossimità. Le elezioni per il consiglio di quartiere si tennero il 17 novembre 1974.
Nel 1977, la Giunta Trebeschi recepì la legge 278/1976 e suddivise il territorio comunale in nove circoscrizioni. Il Primo Maggio fece parte della Quarta circoscrizione assieme ai quartieri di Fiumicello e Porta Milano. Vent'anni dopo, la Giunta Corsini ridusse il numero delle circoscrizioni portandole da nove a cinque. La Quarta circoscrizione fu spaccata: Primo Maggio e Fiumicello furono assegnate alla Ovest, mentre Porta Milano alla Centro
Nel 2014, a seguito dell'abolizione delle circoscrizioni per i nuovi limiti imposti dalla legge 191/2009, la Giunta Del Bono decise di ricostituire gli organi consultivi di rappresentanza dei quartieri. Le prime elezioni del consiglio di quartiere si tennero in tutta la città il 14 ottobre.

## Monumenti e luoghi d'interesse

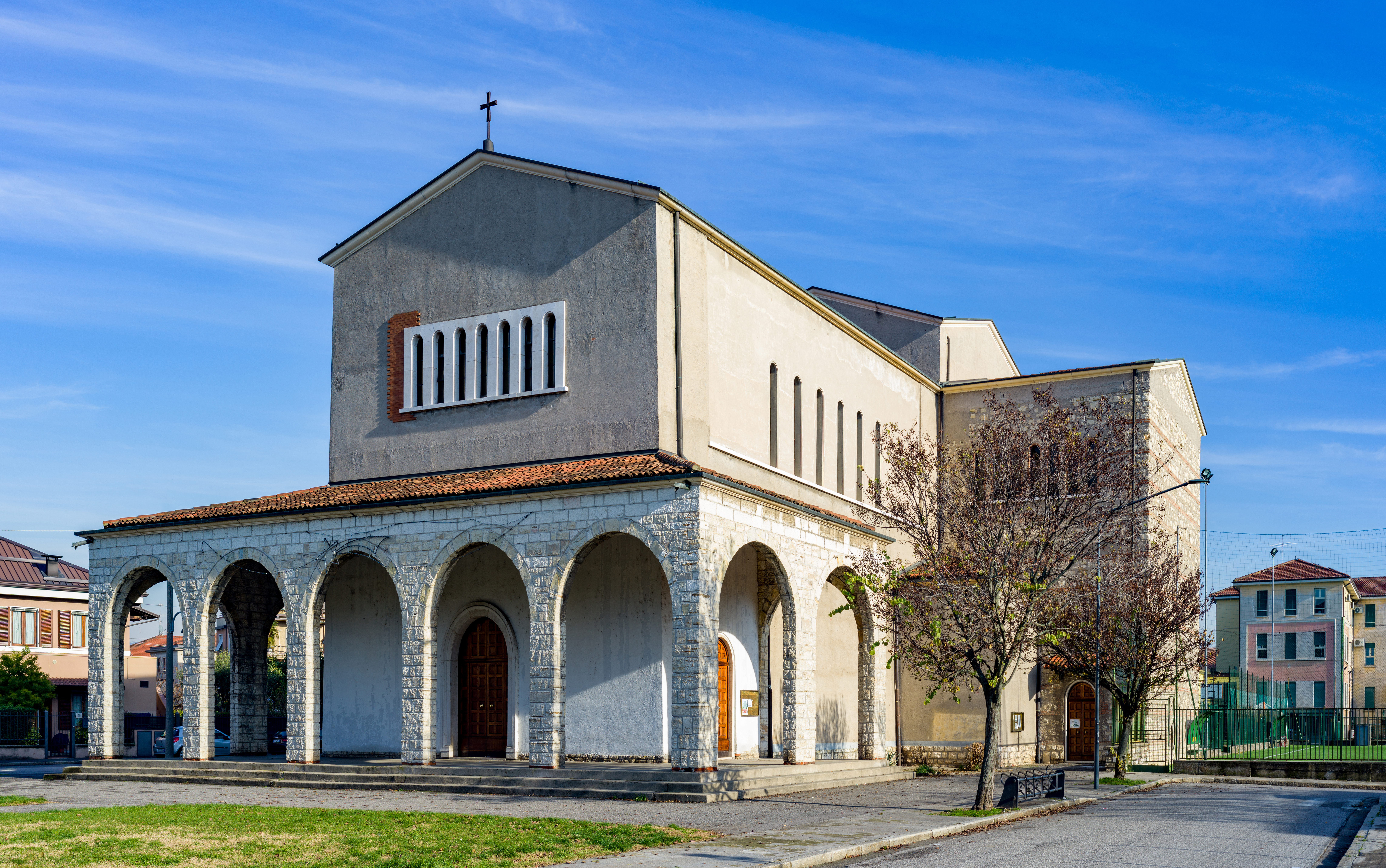
Chiesa di San Benedetto Abate

- Chiesa di San Benedetto Abate: è la parrocchiale del quartiere. Edificata tra il 1951 e il 1953[6].

## Infrastrutture e trasporti
Il quartiere è attraversato dall'autolinea 12 (Fiumicello-San Polo Cimabue) della rete di trasporti urbani.
Nel territorio del vicino quartiere di Fiumicello, a poca distanza dal confine con il quartiere di Primo Maggio, si trova la stazione di Borgo San Giovanni della ferrovia Brescia-Iseo-Edolo.

## Sport
In via Domenico Chinca è presente il centro sportivo Alessandro Calvesi.